# Chœur de garçons de Bratislava
 (mars 2019).
Si vous disposez d'ouvrages ou d'articles de référence ou si vous connaissez des sites web de qualité traitant du thème abordé ici, merci de compléter l'article en donnant les références utiles à sa vérifiabilité et en les liant à la section « Notes et références ».
Le chœur de garçons de Bratislava (en slovaque Bratislavský chlapčenský zbor) est un ensemble vocal fondé en 1982 par Magdaléna Rovňáková. 
Initialement appelé « Chœur philharmonique de garçons » et composé exclusivement de sopranos et d'altos, il change d'effectif en 1988, n'ayant désormais que des ténors et des basses. De nos jours, le chœur fait partie intégrante d'une école de musique privée composée d'environ 80 étudiants entre 7 et 28 ans. Le chœur est composé de 45 membres.
Son répertoire englobe un nombre considérable d'oratorios et cantates ainsi que de nombreux opéras. Le chœur s'est ainsi produit sous la direction de chefs prestigieux[non neutre] tels Ondrej Lenárd, Libor Pešek, Bertrand de Billy, Fabio Luisi, Riccardo Muti, Jeffey Tate et Alexander Rahbari. Leur réputation est si considérable qu'ils se sont produits dans le monde entier (Canada, États-Unis, Japon, Taiwan...). De nombreux compositeurs slovaques ont écrit spécifiquement pour le chœur : Ľuboš Bernáth, Ivan Hrušovský, Eugen Suchoň, Ilja Zeljenka entre autres. 
Lauréat de plusieurs prix internationaux lors de compétitions internationales (Des Moines, Moscou, Lecco...), il a été également récompensé de la Médaille d'Or du Président de la République slovaque[réf. nécessaire].